# アフリカグループ
アフリカ諸国グループ（アフリカしょこくグループ、英語: Group of African States, GAFS）、通称アフリカグループ（英語: African Group）は、国際連合における地域グループの一つであり、アフリカの54か国からなる。アフリカグループは、国連加盟国の28%が加盟する、国連最大の地域グループである。
このグループは、他の地域グループと同様、地域的・国際的な問題に関するテーマを議論する、拘束力のない対話グループである。また、この地域の候補者を指名することで、国連機関の議席配分を支援している。

## 役割
このグループは、他の地域グループと同様に、地域の利益を促進する上で重要な役割を果たしている。加盟国が国際問題について意見を交換し、国際機関で議論されているトピックについてフォローアップを行い、複雑な問題について共通の立場を構築し、グループの共同の立場を反映した声明を作成するためのフォーラムを提供している。
しかし、地域グループの役割で最も重要なことは、国際連合組織への代表の候補者についての議論と調整を行う場を提供することである。

## 加盟国
アフリカグループの加盟国は以下の通りである。
- アルジェリア
- アンゴラ
- ベナン
- ボツワナ
- ブルキナファソ
- ブルンジ
- カーボベルデ
- カメルーン
- 中央アフリカ共和国
- チャド
- コモロ
- コンゴ共和国
- コートジボワール
- コンゴ民主共和国
- ジブチ
- エジプト
- 赤道ギニア
- エリトリア
- エチオピア
- エスワティニ
- ガボン
- ガンビア共和国
- ガーナ
- ギニア
- ギニアビサウ
- ケニア
- レソト
- リベリア
- リビア
- マダガスカル
- マラウイ
- マリ
- モーリタニア
- モーリシャス
- モロッコ
- モザンビーク
- ナミビア
- ニジェール
- ナイジェリア
- ルワンダ
- サントメ・プリンシペ
- セネガル
- セーシェル
- シエラレオネ
- ソマリア
- 南アフリカ
- 南スーダン
- スーダン
- トーゴ
- チュニジア
- ウガンダ
- タンザニア連合共和国
- ザンビア
- ジンバブエ

## 代表

### 安全保障理事会
アフリカグループは、安全保障理事会に非常任3議席を保有している。アフリカの現在の安保理理事国は以下の通りである。
| 国           | 任期                          |
| ------------ | ----------------------------- |
| モザンビーク | 2023年1月1日 — 2024年12月31日 |
| アルジェリア | 2024年1月1日 — 2025年12月31日 |
| シエラレオネ | 2024年1月1日 — 2025年12月31日 |

### 経済社会理事会
アフリカグループは、経済社会理事会に14の議席を保有している。アフリカグループの現在の経社理理事国は以下の通りである。
| 国               | 任期                           |
| ---------------- | ------------------------------ |
| コートジボワール | 2022年1月1日 — 2024年12月31日  |
| エスワティニ     | 2022年1月1日 — 2024年12月31日  |
| モーリシャス     | 2022年1月1日 — 2024年12月31日  |
| チュニジア       | 2022年1月1日 — 2024年12月31日  |
| タンザニア       | 2022年1月1日 — 2024年12月31日  |
| ボツワナ         | 2023年1月1日 — 20252年12月31日 |
| カーボベルデ     | 2023年1月1日 — 20252年12月31日 |
| カメルーン       | 2023年1月1日 — 20252年12月31日 |
| 赤道ギニア       | 2023年1月1日 — 20252年12月31日 |
| ケニア           | 2024年1月1日 – 2026年12月31日  |
| ナイジェリア     | 2024年1月1日 – 2026年12月31日  |
| セネガル         | 2024年1月1日 – 2026年12月31日  |
| タンザニア       | 2024年1月1日 – 2026年12月31日  |
| ザンビア         | 2024年1月1日 – 2026年12月31日  |

### 人権理事会
アフリカグループは、人権理事会に13の議席を保有している。アフリカグループの現在の人権理事会理事国は以下の通りである。
| 国               | 任期                          |
| ---------------- | ----------------------------- |
| ベナン           | 2022年1月1日 — 2024年12月31日 |
| カメルーン       | 2022年1月1日 — 2024年12月31日 |
| エリトリア       | 2022年1月1日 — 2024年12月31日 |
| ガンビア         | 2022年1月1日 — 2024年12月31日 |
| ソマリア         | 2022年1月1日 — 2024年12月31日 |
| アルジェリア     | 2023年1月1日 — 2025年12月31日 |
| モロッコ         | 2023年1月1日 — 2025年12月31日 |
| 南アフリカ共和国 | 2023年1月1日 — 2025年12月31日 |
| スーダン         | 2023年1月1日 — 2025年12月31日 |
| ブルンジ         | 2024年1月1日 — 2026年12月31日 |
| コートジボワール | 2024年1月1日 — 2026年12月31日 |
| ガーナ           | 2024年1月1日 — 2026年12月31日 |
| マラウイ         | 2024年1月1日 — 2026年12月31日 |

### 総会議長
5年に1度、西暦の下一桁が4か9の年には、国連総会議長はアフリカグループから選出される。
アフリカグループが発足した1964年以降の、アフリカグループから選出された総会議長は以下の通りである。
| 選出年 | 会期 | 氏名                           | 出身国               | 備考                                                                 |
| ------ | ---- | ------------------------------ | -------------------- | -------------------------------------------------------------------- |
| 1964   | 19   | アレックス・カイソン＝サッキー | ガーナ               |                                                                      |
| 1969   | 24   | アンジー・ブロックス           | リベリア             |                                                                      |
| 1974   | 29   | アブデルアジズ・ブーテフリカ   | アルジェリア         |                                                                      |
| 1979   | 34   | セリム・アフメド・セリム       | タンザニア連合共和国 | 第6回緊急特別総会、第7回緊急特別総会、第11回特別総会の議長も務める。 |
| 1984   | 39   | ポール・J・F・ルサカ           | ザンビア             |                                                                      |
| 1989   | 44   | ヨセフ・ナンベン・ガルバ       | ナイジェリア         | 第16回特別総会、第17回特別総会、第18回特別総会の議長も務める。       |
| 1994   | 49   | アマラ・エシー                 | コートジボワール     |                                                                      |
| 1999   | 54   | テオ＝ベン・グリラブ           | ナミビア             | 第22回特別総会、第23回特別総会、第24回特別総会の議長も務める。       |
| 2004   | 59   | ジャン・ピン                   | ガボン               |                                                                      |
| 2009   | 64   | アリ・トレキ                   | リビア               | 第29回特別総会の議長も務める。                                       |
| 2014   | 69   | サム・クテサ                   | ウガンダ             |                                                                      |
| 2019   | 74   | ティジャニ・ムハンマド＝バンデ | ナイジェリア         |                                                                      |
| 予定   |      |                                |                      |                                                                      |
| 2024   | 79   | TBA                            | TBA                  |                                                                      |
| 2029   | 84   | TBA                            | TBA                  |                                                                      |
| 2034   | 89   | TBA                            | TBA                  |                                                                      |